# Mâlain
Mâlain é uma comuna francesa na região administrativa da Borgonha-Franco-Condado, no departamento de Côte-d'Or. Estende-se por uma área de 11,19 km². Em 2010 a comuna tinha 780 habitantes (densidade: 69,7 hab./km²).